# CONCACAF-kampioenschap voetbal onder 17 - 2019
Het CONCACAF-kampioenschap voetbal onder 17 van 2019 was de 19e editie van het CONCACAF-kampioenschap voetbal onder 17, een toernooi voor nationale ploegen van landen uit Noord- en Midden-Amerika. De spelers die deelnemen zijn onder de 17 jaar. Er namen 20 landen deel aan dit toernooi dat van 1 mei tot en met 16 mei in de Verenigde Staten werd gespeeld. Mexico werd winnaar van het toernooi. In de finale werd de Verenigde Staten met 2–1 verslagen. Mexico werd derde.
Dit toernooi diende tevens als kwalificatietoernooi voor het wereldkampioenschap voetbal onder 17 van 2019, dat van 26 oktober tot en met 17 november in Brazilië werd gespeeld. De vier beste landen van dit toernooi plaatsten zich; Canada, Verenigde Staten, Mexico en Haïti.

## Gekwalificeerde landen
Het format voor de kwalificatie werd veranderd ten opzichte van de editie van 2017. Er werd dit keer geen onderscheid meer gemaakt tussen Caraïbische en Centraal-Amerikaanse landen meer gemaakt en een groter deel van de landen kwalificeerde zich automatisch voor het hoofdtoernooi. De 16 hoogst geklasseerde landen kwalificeren zich direct voor de groepsfase. De lager geklasseerde landen moesten een kwalificatie afwerken. Er waren 4 groepen (groep A tot en met D) waarvan de winnaar zich kwalificeert voor de knock-outfase.
| Team                        | Kwalificatie    | Aantal deelnames | Start in deze ronde |
| --------------------------- | --------------- | ---------------- | ------------------- |
| Mexico (titelhouder)        | Automatisch     | 17e              | Groepsfase          |
| Verenigde Staten (gastland) | Automatisch     | 18e              | Groepsfase          |
| Honduras                    | Automatisch     | 18e              | Groepsfase          |
| Costa Rica                  | Automatisch     | 16e              | Groepsfase          |
| Panama                      | Automatisch     | 9e               | Groepsfase          |
| Canada                      | Automatisch     | 17e              | Groepsfase          |
| Jamaica                     | Automatisch     | 14e              | Groepsfase          |
| Haïti                       | Automatisch     | 8e               | Groepsfase          |
| Trinidad en Tobago          | Automatisch     | 14e              | Groepsfase          |
| Guatemala                   | Automatisch     | 14e              | Groepsfase          |
| El Salvador                 | Automatisch     | 15e              | Groepsfase          |
| Suriname                    | Automatisch     | 2e               | Groepsfase          |
| Curaçao                     | Automatisch     | 7e               | Groepsfase          |
| Barbados                    | Automatisch     | 3e               | Groepsfase          |
| Bermuda                     | Automatisch     | 2e               | Groepsfase          |
| Guyana                      | Automatisch     | 1e               | Groepsfase          |
| Nicaragua                   | winnaar groep A | 2e               | Achtste finale      |
| Dominicaanse Republiek      | winnaar groep B | 3e               | Achtste finale      |
| Guadeloupe                  | winnaar groep C | 1e               | Achtste finale      |
| Puerto Rico                 | winnaar groep D | 3e               | Achtste finale      |

## Stadion
| Bradenton (Florida)           |
| ----------------------------- |
| IMG Academy Capaciteit: 5.000 |
| · Bradenton (IMG Academy)     |

## Groepsfase

### Groep E
| Pos. | Land               | GW | W | G | V | DV | DT | +/− | Ptn. |
| ---- | ------------------ | -- | - | - | - | -- | -- | --- | ---- |
| 1    | Mexico             | 3  | 3 | 0 | 0 | 11 | 0  | +11 | 9    |
| 2    | Trinidad en Tobago | 3  | 2 | 0 | 1 | 6  | 8  | –2  | 6    |
| 3    | Jamaica            | 3  | 1 | 0 | 2 | 6  | 6  | 0   | 3    |
| 4    | Bermuda            | 3  | 0 | 0 | 3 | 3  | 12 | –9  | 0    |

|                  |                                      |     |            |                                                                     |
| 1 mei 2019 16:00 | Trinidad en Tobago                   | 3–1 | Bermuda    | IMG Academy – veld 1 Bradenton Scheidsrechter: Henry Bejarano (CRC) |
| 1 mei 2019 16:00 | Araujo-Wilson 24', 39' De Gannes 90' |     | Dailey 76' | IMG Academy – veld 1 Bradenton Scheidsrechter: Henry Bejarano (CRC) |

|                  |           |     |         |                                                                  |
| 1 mei 2019 18:00 | Mexico    | 1–0 | Jamaica | IMG Academy – veld 1 Bradenton Scheidsrechter: Iván Barton (SLV) |
| 1 mei 2019 18:00 | Gómez 50' |     |         | IMG Academy – veld 1 Bradenton Scheidsrechter: Iván Barton (SLV) |

|                  |                        |     |                                     |                                                                         |
| 3 mei 2019 16:00 | Jamaica                | 2–3 | Trinidad en Tobago                  | IMG Academy – veld 1 Bradenton Scheidsrechter: Armando Villarreal (USA) |
| 3 mei 2019 16:00 | Daley 17' Scott 90'+3' |     | Sheppard 34', 60' Araujo-Wilson 44' | IMG Academy – veld 1 Bradenton Scheidsrechter: Armando Villarreal (USA) |

|                  |         |                                                                |        |                                                          |
| 3 mei 2019 18:00 | Bermuda | 0–5                                                            | Mexico | IMG Academy – veld 1 Scheidsrechter: Mario Escobar (GUA) |
| 3 mei 2019 18:00 |         | Álvarez 10' L. C. Martínez 16' Muñoz 56' Luna 82' Mariscal 87' |        | IMG Academy – veld 1 Scheidsrechter: Mario Escobar (GUA) |

|                  |                    |                                             |        |                                                                    |
| 5 mei 2019 16:00 | Trinidad en Tobago | 0–5                                         | Mexico | IMG Academy – veld 1 Bradenton Scheidsrechter: Saíd Martínez (HON) |
| 5 mei 2019 16:00 |                    | González 8' Muñoz 27', 35', 88' Álvarez 59' |        | IMG Academy – veld 1 Bradenton Scheidsrechter: Saíd Martínez (HON) |

|                  |                               |     |                                 |                                                                               |
| 5 mei 2019 18:00 | Bermuda                       | 2–4 | Jamaica                         | IMG Academy – veld 1 Bradenton Scheidsrechter: Walter López Castellanos (GUA) |
| 5 mei 2019 18:00 | Basden 47' Astwood 64' (pen.) |     | Mitchell 4' Wright 9', 15', 51' | IMG Academy – veld 1 Bradenton Scheidsrechter: Walter López Castellanos (GUA) |

### Groep F
| Pos. | Land             | GW | W | G | V | DV | DT | +/− | Ptn. |
| ---- | ---------------- | -- | - | - | - | -- | -- | --- | ---- |
| 1    | Verenigde Staten | 3  | 3 | 0 | 0 | 12 | 3  | +9  | 6    |
| 2    | Canada           | 3  | 2 | 0 | 1 | 10 | 5  | +5  | 6    |
| 3    | Guatemala        | 3  | 0 | 1 | 2 | 3  | 8  | –5  | 1    |
| 4    | Barbados         | 3  | 0 | 1 | 2 | 2  | 11 | –9  | 1    |

|                  |            |     |             |                                                                 |
| 2 mei 2019 16:00 | Guatemala  | 1–1 | Barbados    | IMG Academy – veld 1 Bradenton Scheidsrechter: John Pitti (PAN) |
| 2 mei 2019 16:00 | Gaitán 55' |     | Gale 90'+3' | IMG Academy – veld 1 Bradenton Scheidsrechter: John Pitti (PAN) |

|                  |                                   |     |                         |                                                                                      |
| 2 mei 2019 18:00 | Verenigde Staten                  | 3–2 | Canada                  | IMG Academy – veld 1 Bradenton Toeschouwers: 350 Scheidsrechter: Oshane Nation (JAM) |
| 2 mei 2019 18:00 | Busio 49' Alejandre 63' Reyna 69' |     | Omeonga 21' Russell 22' | IMG Academy – veld 1 Bradenton Toeschouwers: 350 Scheidsrechter: Oshane Nation (JAM) |

|                  |                     |     |                                                                                    |                                                                                       |
| 4 mei 2019 16:00 | Barbados            | 1–6 | Verenigde Staten                                                                   | IMG Academy – veld 1 Bradenton Toeschouwers: 215 Scheidsrechter: Ismael Cornejo (SLV) |
| 4 mei 2019 16:00 | Richards 54' (pen.) |     | Hernandez-Foster 20' Busio 26', 45' Saldana 33' Bryan 47' (e.d.) Ocampo-Chavez 50' | IMG Academy – veld 1 Bradenton Toeschouwers: 215 Scheidsrechter: Ismael Cornejo (SLV) |

|                  |                                    |     |                        |                                                                            |
| 4 mei 2019 18:00 | Canada                             | 4–2 | Guatemala              | IMG Academy – veld 1 Bradenton Scheidsrechter: Juan Gabriel Calderón (CRC) |
| 4 mei 2019 18:00 | Nelson 2', 34', 90' Habibullah 30' |     | Palencia 6' Santis 85' | IMG Academy – veld 1 Bradenton Scheidsrechter: Juan Gabriel Calderón (CRC) |

|                  |          |                                                               |        |                                                                     |
| 6 mei 2019 16:00 | Barbados | 0–4                                                           | Canada | IMG Academy – veld 1 Bradenton Scheidsrechter: Henry Bejarano (CRC) |
| 6 mei 2019 16:00 |          | Russell 14' Applewhaite 40' (e.d.) Habibullah 74' Omeonga 79' |        | IMG Academy – veld 1 Bradenton Scheidsrechter: Henry Bejarano (CRC) |

|                  |           |                                |                  |                                                                                       |
| 6 mei 2019 18:00 | Guatemala | 0–3                            | Verenigde Staten | IMG Academy – veld 1 Bradenton Toeschouwers: 110 Scheidsrechter: Yadel Martinez (CUB) |
| 6 mei 2019 18:00 |           | Yow 25', 51' Ocampo-Chavez 86' |                  | IMG Academy – veld 1 Bradenton Toeschouwers: 110 Scheidsrechter: Yadel Martinez (CUB) |

### Groep G
| Pos. | Land        | GW | W | G | V | DV | DT | +/− | Ptn. |
| ---- | ----------- | -- | - | - | - | -- | -- | --- | ---- |
| 1    | Haïti       | 3  | 3 | 0 | 0 | 12 | 1  | +11 | 9    |
| 2    | El Salvador | 3  | 2 | 0 | 1 | 7  | 5  | +2  | 6    |
| 3    | Honduras    | 3  | 1 | 0 | 2 | 4  | 4  | 0   | 3    |
| 4    | Guyana      | 3  | 0 | 0 | 3 | 0  | 13 | –13 | 0    |

|                  |                                         |     |        |                                                                     |
| 1 mei 2019 10:00 | El Salvador                             | 4–0 | Guyana | IMG Academy – veld 1 Bradenton Scheidsrechter: Yadel Martinez (CUB) |
| 1 mei 2019 10:00 | Román 18' Mauricio 59', 67' Vásquez 64' |     |        | IMG Academy – veld 1 Bradenton Scheidsrechter: Yadel Martinez (CUB) |

|                  |          |                                      |       |                                                                    |
| 1 mei 2019 16:00 | Honduras | 0–2                                  | Haïti | IMG Academy – veld 1 Bradenton Scheidsrechter: Ismail Elfath (USA) |
| 1 mei 2019 16:00 |          | Corlens 11' (pen.) Christophe 45'+1' |       | IMG Academy – veld 1 Bradenton Scheidsrechter: Ismail Elfath (USA) |

|                  |                                                   |     |              |                                                                       |
| 3 mei 2019 10:00 | Haïti                                             | 4–1 | El Salvador  | IMG Academy – veld 1 Bradenton Scheidsrechter: Daneon Parchment (JAM) |
| 3 mei 2019 10:00 | Christophe 39' Jean 70' Germain 72' M. Pierre 87' |     | Mauricio 78' | IMG Academy – veld 1 Bradenton Scheidsrechter: Daneon Parchment (JAM) |

|                  |        |                               |          |                                                                      |
| 3 mei 2019 16:00 | Guyana | 0–3                           | Honduras | IMG Academy – veld 1 Bradenton Scheidsrechter: Adonai Escobedo (MEX) |
| 3 mei 2019 16:00 |        | Miranda 14', 67' Carrasco 64' |          | IMG Academy – veld 1 Bradenton Scheidsrechter: Adonai Escobedo (MEX) |

|                  |        |                                                                                      |       |                                                                  |
| 5 mei 2019 10:00 | Guyana | 0–6                                                                                  | Haïti | IMG Academy – veld 1 Bradenton Scheidsrechter: Marco Ortiz (MEX) |
| 5 mei 2019 10:00 |        | M. Pierre 12' (pen.), 28' Jolicoeur 21' K. Pierre 27' Etienne 43' Rhinvil 82' (pen.) |       | IMG Academy – veld 1 Bradenton Scheidsrechter: Marco Ortiz (MEX) |

|                  |                        |     |             |                                                                        |
| 5 mei 2019 16:00 | El Salvador            | 2–1 | Honduras    | IMG Academy – veld 1 Bradenton Scheidsrechter: Fernando Guerrero (MEX) |
| 5 mei 2019 16:00 | Mauricio 27' Román 52' |     | Medrano 43' | IMG Academy – veld 1 Bradenton Scheidsrechter: Fernando Guerrero (MEX) |

### Groep H
| Pos. | Land       | GW | W | G | V | DV | DT | +/− | Ptn. |
| ---- | ---------- | -- | - | - | - | -- | -- | --- | ---- |
| 1    | Costa Rica | 3  | 2 | 1 | 0 | 11 | 2  | +9  | 7    |
| 2    | Panama     | 3  | 1 | 2 | 0 | 8  | 6  | +2  | 5    |
| 3    | Curaçao    | 3  | 0 | 2 | 1 | 4  | 7  | –3  | 2    |
| 4    | Suriname   | 3  | 0 | 1 | 2 | 2  | 10 | –8  | 1    |

|                  |            |     |           |                                                                  |
| 2 mei 2019 10:00 | Suriname   | 1–1 | Curaçao   | IMG Academy – veld 1 Bradenton Scheidsrechter: Marco Ortiz (MEX) |
| 2 mei 2019 10:00 | Reumel 14' |     | Anita 32' | IMG Academy – veld 1 Bradenton Scheidsrechter: Marco Ortiz (MEX) |

|                  |                              |     |                     |                                                                               |
| 2 mei 2019 16:00 | Costa Rica                   | 2–2 | Panama              | IMG Academy – veld 1 Bradenton Scheidsrechter: Walter López Castellanos (GUA) |
| 2 mei 2019 16:00 | Ugalde 24' Castro 34' (pen.) |     | Pinto 32' Lowis 83' | IMG Academy – veld 1 Bradenton Scheidsrechter: Walter López Castellanos (GUA) |

|                  |                                          |     |            |                                                                   |
| 4 mei 2019 10:00 | Panama                                   | 3–1 | Suriname   | IMG Academy – veld 1 Bradenton Scheidsrechter: Kimbell Ward (SKN) |
| 4 mei 2019 10:00 | Carrasquilla 37' Williams 60' Rowe 90+3' |     | Burnet 71' | IMG Academy – veld 1 Bradenton Scheidsrechter: Kimbell Ward (SKN) |

|                  |         |                                   |            |                                                                  |
| 4 mei 2019 16:00 | Curaçao | 0–3                               | Costa Rica | IMG Academy – veld 1 Bradenton Scheidsrechter: Iván Barton (SLV) |
| 4 mei 2019 16:00 |         | Castro 30' (pen.), 67' Ugalde 82' |            | IMG Academy – veld 1 Bradenton Scheidsrechter: Iván Barton (SLV) |

|                  |                                  |     |                                      |                                                                      |
| 6 mei 2019 10:00 | Curaçao                          | 3–3 | Panama                               | IMG Academy – veld 1 Bradenton Scheidsrechter: Adonai Escobedo (MEX) |
| 6 mei 2019 10:00 | Bemadina 3' Anita 43' Inecia 84' |     | Castro 21' Pinto 45'+2' Castillo 49' | IMG Academy – veld 1 Bradenton Scheidsrechter: Adonai Escobedo (MEX) |

|                  |          |                                                              |            |                                                                   |
| 6 mei 2019 16:00 | Suriname | 0–6                                                          | Costa Rica | IMG Academy – veld 1 Bradenton Scheidsrechter: Jair Marrufo (USA) |
| 6 mei 2019 16:00 |          | Castro 7', 54' (pen.), 68' Ugalde 44' Davis 78' Alvarado 89' |            | IMG Academy – veld 1 Bradenton Scheidsrechter: Jair Marrufo (USA) |

## Knock-outfase
|  | 1/8e finale | 1/8e finale        | 1/8e finale      |       |          | kwartfinale | kwartfinale | kwartfinale |  |  | halve finale | halve finale | halve finale |   |  | finale | finale | finale |
|  |             |                    |                  |       |          |             |             |             |  |  |              |              |              |   |  |        |        |        |
|  |             | Mexico             | 2                |       |          |             |             |             |  |  |              |              |              |   |  |        |        |        |
|  |             | Puerto Rico        | 1                |       |          |             |             |             |  |  |              |              |              |   |  |        |        |        |
|  |             | Puerto Rico        | 1                |       | Mexico   | 5           |             |             |  |  |              |              |              |   |  |        |        |        |
|  |             |                    |                  |       | Mexico   | 5           |             |             |  |  |              |              |              |   |  |        |        |        |
|  |             |                    | El Salvador      | 1     |          |             |             |             |  |  |              |              |              |   |  |        |        |        |
|  |             | Jamaica            | El Salvador      | 1     | 1        |             |             |             |  |  |              |              |              |   |  |        |        |        |
|  |             |                    |                  |       | 1        |             |             |             |  |  |              |              |              |   |  |        |        |        |
|  |             | El Salvador        | 2                |       |          |             |             |             |  |  |              |              |              |   |  |        |        |        |
|  |             |                    |                  |       |          |             | Mexico      | 1           |  |  |              |              |              |   |  |        |        |        |
|  |             |                    |                  |       |          |             |             |             |  |  |              |              |              |   |  |        |        |        |
|  |             |                    | Haïti            | 0     |          |             |             |             |  |  |              |              |              |   |  |        |        |        |
|  |             | Honduras           | Haïti            | 0     | 4        |             |             |             |  |  |              |              |              |   |  |        |        |        |
|  |             |                    |                  |       | 4        |             |             |             |  |  |              |              |              |   |  |        |        |        |
|  |             | Trinidad en Tobago | 1                |       |          |             |             |             |  |  |              |              |              |   |  |        |        |        |
|  |             | Trinidad en Tobago | 1                |       | Honduras | 1 (3)       |             |             |  |  |              |              |              |   |  |        |        |        |
|  |             |                    |                  |       | Honduras | 1 (3)       |             |             |  |  |              |              |              |   |  |        |        |        |
|  |             |                    | Haïti            | 1 (4) |          |             |             |             |  |  |              |              |              |   |  |        |        |        |
|  |             | Dominicaanse Rep.  | Haïti            | 1 (4) | 0        |             |             |             |  |  |              |              |              |   |  |        |        |        |
|  |             |                    |                  |       | 0        |             |             |             |  |  |              |              |              |   |  |        |        |        |
|  |             | Haïti              | 2                |       |          |             |             |             |  |  |              |              |              |   |  |        |        |        |
|  |             |                    |                  |       |          |             |             |             |  |  |              |              | Mexico       | 2 |  |        |        |        |
|  |             |                    |                  |       |          |             |             |             |  |  |              |              |              | 2 |  |        |        |        |
|  |             |                    | Verenigde Staten | 1     |          |             |             |             |  |  |              |              |              |   |  |        |        |        |
|  |             | Canada             | Verenigde Staten | 1     | 4        |             |             |             |  |  |              |              |              |   |  |        |        |        |
|  |             | Canada             |                  |       | 4        |             |             |             |  |  |              |              |              |   |  |        |        |        |
|  |             | Curaçao            | 0                |       |          |             |             |             |  |  |              |              |              |   |  |        |        |        |
|  |             | Curaçao            | 0                |       | Canada   | 1 (4)       |             |             |  |  |              |              |              |   |  |        |        |        |
|  |             |                    |                  |       | Canada   | 1 (4)       |             |             |  |  |              |              |              |   |  |        |        |        |
|  |             |                    | Costa Rica       | 1 (3) |          |             |             |             |  |  |              |              |              |   |  |        |        |        |
|  |             | Nicaragua          | Costa Rica       | 1 (3) | 0        |             |             |             |  |  |              |              |              |   |  |        |        |        |
|  |             |                    |                  |       | 0        |             |             |             |  |  |              |              |              |   |  |        |        |        |
|  |             | Costa Rica         | 2                |       |          |             |             |             |  |  |              |              |              |   |  |        |        |        |
|  |             |                    |                  |       |          |             | Canada      | 0           |  |  |              |              |              |   |  |        |        |        |
|  |             |                    |                  |       |          |             |             |             |  |  |              |              |              |   |  |        |        |        |
|  |             |                    | Verenigde Staten | 4     |          |             |             |             |  |  |              |              |              |   |  |        |        |        |
|  |             | Panama             | Verenigde Staten | 4     | 2        |             |             |             |  |  |              |              |              |   |  |        |        |        |
|  |             | Panama             |                  |       | 2        |             |             |             |  |  |              |              |              |   |  |        |        |        |
|  |             | Guatemala          | 0                |       |          |             |             |             |  |  |              |              |              |   |  |        |        |        |
|  |             | Guatemala          | 0                |       | Panama   | 0           |             |             |  |  |              |              |              |   |  |        |        |        |
|  |             |                    |                  |       | Panama   | 0           |             |             |  |  |              |              |              |   |  |        |        |        |
|  |             |                    | Verenigde Staten | 3     |          |             |             |             |  |  |              |              |              |   |  |        |        |        |
|  |             | Guadeloupe         | Verenigde Staten | 3     | 0        |             |             |             |  |  |              |              |              |   |  |        |        |        |
|  |             | Guadeloupe         |                  |       | 0        |             |             |             |  |  |              |              |              |   |  |        |        |        |
|  |             | Verenigde Staten   | 8                |       |          |             |             |             |  |  |              |              |              |   |  |        |        |        |

### Achtste finale
|                  |                        |     |            |                                                                    |
| 8 mei 2019 10:00 | El Salvador            | 2–1 | Jamaica    | IMG Academy – veld 1 Bradenton Scheidsrechter: Mario Escobar (GUA) |
| 8 mei 2019 10:00 | Vásquez 45' Flores 70' |     | Wright 82' | IMG Academy – veld 1 Bradenton Scheidsrechter: Mario Escobar (GUA) |

|                  |                    |     |                                    |                                                                 |
| 8 mei 2019 15:00 | Trinidad en Tobago | 1–4 | Honduras                           | IMG Academy – veld 1 Bradenton Scheidsrechter: John Pitti (PAN) |
| 8 mei 2019 15:00 | Sheppard 57'       |     | Miranda 46', 76', 88' Aguilera 61' | IMG Academy – veld 1 Bradenton Scheidsrechter: John Pitti (PAN) |

|                  |                                   |     |                        |                                                                    |
| 8 mei 2019 16:00 | Haïti                             | 2–0 | Dominicaanse Republiek | IMG Academy – veld 1 Bradenton Scheidsrechter: Oshane Nation (JAM) |
| 8 mei 2019 16:00 | Jimenez 28' (e.d.) Christophe 34' |     |                        | IMG Academy – veld 1 Bradenton Scheidsrechter: Oshane Nation (JAM) |

|                  |                    |     |                |                                                                   |
| 8 mei 2019 18:00 | Mexico             | 2–1 | Puerto Rico    | IMG Academy – veld 1 Bradenton Scheidsrechter: Kimbell Ward (SKN) |
| 8 mei 2019 18:00 | Gómez 42' Luna 68' |     | J. L. López 7' | IMG Academy – veld 1 Bradenton Scheidsrechter: Kimbell Ward (SKN) |

|                  |                     |     |           |                                                                  |
| 9 mei 2019 10:00 | Panama              | 2–0 | Guatemala | IMG Academy – veld 1 Bradenton Scheidsrechter: Marco Ortiz (MEX) |
| 9 mei 2019 10:00 | Pinto 72' Lowis 75' |     |           | IMG Academy – veld 1 Bradenton Scheidsrechter: Marco Ortiz (MEX) |

|                  |                                                            |     |         |                                                                        |
| 9 mei 2019 15:00 | Canada                                                     | 4–0 | Curaçao | IMG Academy – veld 1 Bradenton Scheidsrechter: Armando Villareal (USA) |
| 9 mei 2019 15:00 | Nava 22' (e.d.) Habibullah 75' (pen.) Colyn 79' Nelson 85' |     |         | IMG Academy – veld 1 Bradenton Scheidsrechter: Armando Villareal (USA) |

|                  |                                 |     |                |                                                                      |
| 9 mei 2019 16:00 | Costa Rica                      | 2–1 | Nicaragua      | IMG Academy – veld 1 Bradenton Scheidsrechter: Adonai Escobedo (MEX) |
| 9 mei 2019 16:00 | Bolaños 30' Iglesias 80' (e.d.) |     | Vallecillo 44' | IMG Academy – veld 1 Bradenton Scheidsrechter: Adonai Escobedo (MEX) |

|                  |                                                                                     |     |            |                                                                     |
| 9 mei 2019 18:00 | Verenigde Staten                                                                    | 8–0 | Guadeloupe | IMG Academy – veld 1 Bradenton Scheidsrechter: Henry Bejarano (CRC) |
| 9 mei 2019 18:00 | Ocampo-Chavez 3', 68' Yow 11' Reyna 20', 29', 42' (pen.) Busio 26' Dezac 70' (e.d.) |     |            | IMG Academy – veld 1 Bradenton Scheidsrechter: Henry Bejarano (CRC) |

### Kwartfinale
|                   |                                       |            |                                                  |                                                                     |
| 12 mei 2019 10:00 | Costa Rica                            | 1–1 (n.v.) | Canada                                           | IMG Academy – veld 1 Bradenton Scheidsrechter: Yadel Martínez (CUB) |
| 12 mei 2019 10:00 | Castro 49' (pen.)                     |            | Nelson 45'+3' (pen.)                             | IMG Academy – veld 1 Bradenton Scheidsrechter: Yadel Martínez (CUB) |
| 12 mei 2019 10:00 | Strafschoppen                         |            |                                                  | IMG Academy – veld 1 Bradenton Scheidsrechter: Yadel Martínez (CUB) |
| 12 mei 2019 10:00 | Hernández Davis Castro Evans González | 3–4        | Habibullah Catavolo Russell Altobelli Facchineri | IMG Academy – veld 1 Bradenton Scheidsrechter: Yadel Martínez (CUB) |

|                   |                                     |     |        |                                                                       |
| 12 mei 2019 14:00 | Verenigde Staten                    | 3–0 | Panama | IMG Academy – veld 1 Bradenton Scheidsrechter: Daneon Parchment (JAM) |
| 12 mei 2019 14:00 | Busio 54' Reyna 60' (pen.) Pepi 75' |     |        | IMG Academy – veld 1 Bradenton Scheidsrechter: Daneon Parchment (JAM) |

|                   |                                                  |            |                                             |                                                                               |
| 12 mei 2019 16:00 | Haïti                                            | 1–1 (n.v.) | Honduras                                    | IMG Academy – veld 1 Bradenton Scheidsrechter: Walter López Castellanos (GUA) |
| 12 mei 2019 16:00 | Sainte 65'                                       |            | Medrano 75'                                 | IMG Academy – veld 1 Bradenton Scheidsrechter: Walter López Castellanos (GUA) |
| 12 mei 2019 16:00 | Strafschoppen                                    |            |                                             | IMG Academy – veld 1 Bradenton Scheidsrechter: Walter López Castellanos (GUA) |
| 12 mei 2019 16:00 | Etienne Christophe Pierre Geffrard Martin Jeanty | 4–3        | Vega Gómez Palacios Chávez Miranda Orellana | IMG Academy – veld 1 Bradenton Scheidsrechter: Walter López Castellanos (GUA) |

|                   |                                                               |     |              |                                                                            |
| 12 mei 2019 17:00 | Mexico                                                        | 5–0 | El Salvador  | IMG Academy – veld 1 Bradenton Scheidsrechter: Juan Gabriel Calderón (CRC) |
| 12 mei 2019 17:00 | Luna 9', 48' González 22' Rodríguez 41' (e.d.) El Mesmari 79' |     | Mauricio 58' | IMG Academy – veld 1 Bradenton Scheidsrechter: Juan Gabriel Calderón (CRC) |

### Halve finale
|                   |                                  |     |        |                                                                     |
| 14 mei 2019 17:30 | Verenigde Staten                 | 4–0 | Canada | IMG Academy – veld 1 Bradenton Scheidsrechter: Ismael Cornejo (SLV) |
| 14 mei 2019 17:30 | Kayo 47' Reyna 64' Pepi 78', 82' |     |        | IMG Academy – veld 1 Bradenton Scheidsrechter: Ismael Cornejo (SLV) |

|                   |             |     |       |                                                                    |
| 14 mei 2019 20:30 | Mexico      | 1–0 | Haïti | IMG Academy – veld 1 Bradenton Scheidsrechter: Mario Escobar (GUA) |
| 14 mei 2019 20:30 | Álvarez 49' |     |       | IMG Academy – veld 1 Bradenton Scheidsrechter: Mario Escobar (GUA) |

### Finale
|                   |                     |            |                  |                                                                                         |
| 16 mei 2019 19:00 | Mexico              | 2–1 (n.v.) | Verenigde Staten | IMG Academy – veld 1 Bradenton Toeschouwers: 700 Scheidsrechter: Daneon Parchment (JAM) |
| 16 mei 2019 19:00 | Muñoz 17' Luna 108' |            | Yow 9'           | IMG Academy – veld 1 Bradenton Toeschouwers: 700 Scheidsrechter: Daneon Parchment (JAM) |